# Lafat
Lafat est une commune française située dans le département de la Creuse en région Nouvelle-Aquitaine.

## Géographie
| La Chapelle-Baloue    | Crozant |              |
|                       | Lafat   | Maison-Feyne |
| Saint-Germain-Beaupré |         | Sagnat       |

### Localisation
La commune est située à environ 7 kilomètres au nord-ouest de Dun-le-Palestel.

### Hydrographie
La Brézentine se jette dans la Sédelle sur le territoire de Lafat.

### Climat
Pour des articles plus généraux, voir Climat de la Nouvelle-Aquitaine et Climat de la Creuse.
Historiquement, la commune est dans une zone de transition entre le climat océanique limousin et le climat montagnard.  
En 2020, Météo-France publie une typologie des climats de la France métropolitaine dans laquelle la commune est dans une zone de transition entre le climat océanique altéré et le climat de montagne et est dans la région climatique  Ouest et nord-ouest du Massif Central, caractérisée par une pluviométrie annuelle de 900 à 1 500 mm, maximale en automne et en hiver.
Pour la période 1971-2000, la température annuelle moyenne est de 10,9 °C, avec  une amplitude thermique annuelle de 15,1 °C. Le cumul annuel moyen de précipitations est de 926 mm, avec 12,6 jours de précipitations en janvier et 8,1 jours en juillet. Pour la période 1991-2020, la température moyenne annuelle observée sur la station météorologique la plus proche, située sur la commune de Dun-le-Palestel à 5,18 km à vol d'oiseau, est de 0,0 °C et le cumul annuel moyen de précipitations est de 0,0 mm,. Pour l'avenir, les paramètres climatiques de la commune estimés pour 2050 selon différents scénarios d’émission de gaz à effet de serre sont consultables sur un site dédié publié par Météo-France en novembre 2022.

## Urbanisme

### Typologie
Au 1er janvier 2024, Lafat est catégorisée commune rurale à habitat très dispersé, selon la nouvelle grille communale de densité à 7 niveaux définie par l'Insee en 2022.
Elle est située hors unité urbaine. Par ailleurs la commune fait partie de l'aire d'attraction de La Souterraine, dont elle est une commune de la couronne,. Cette aire, qui regroupe 12 communes, est catégorisée dans les aires de moins de 50 000 habitants,.

### Occupation des sols
L'occupation des sols de la commune, telle qu'elle ressort de la base de données européenne d’occupation biophysique des sols Corine Land Cover (CLC), est marquée par l'importance des territoires agricoles (91 % en 2018), une proportion identique à celle de 1990 (91 %). La répartition détaillée en 2018 est la suivante : 
zones agricoles hétérogènes (65 %), prairies (23,2 %), forêts (7,4 %), terres arables (2,7 %), zones urbanisées (1,7 %). L'évolution de l’occupation des sols de la commune et de ses infrastructures peut être observée sur les différentes représentations cartographiques du territoire : la carte de Cassini (XVIIIe siècle), la carte d'état-major (1820-1866) et les cartes ou photos aériennes de l'IGN pour la période actuelle (1950 à aujourd'hui).

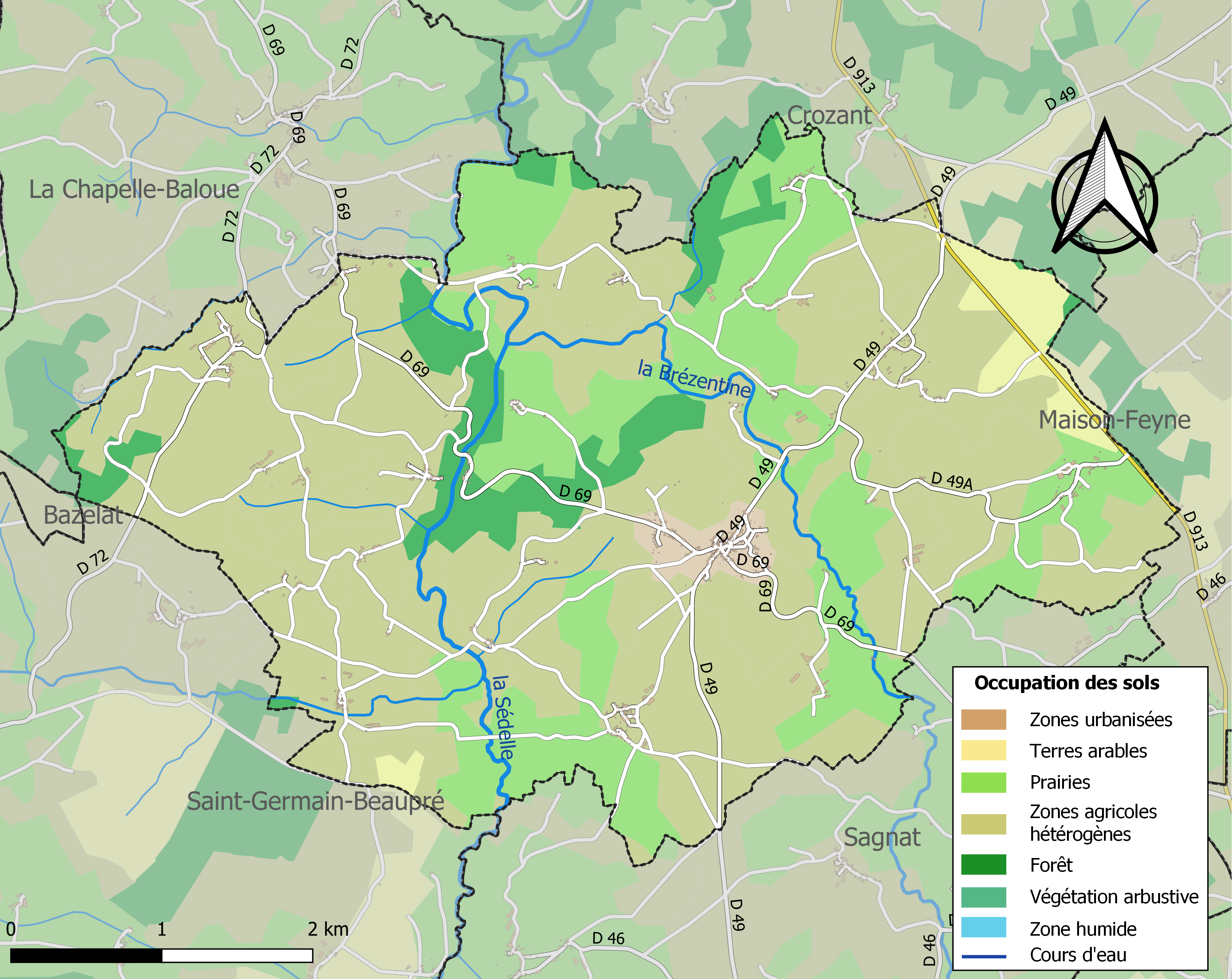
Carte des infrastructures et de l'occupation des sols de la commune en 2018 (CLC).

### Risques majeurs
Le territoire de la commune de Lafat est vulnérable à différents aléas naturels : météorologiques (tempête, orage, neige, grand froid, canicule ou sécheresse) et séisme (sismicité faible). Il est également exposé à un risque particulier : le risque de radon. Un site publié par le BRGM permet d'évaluer simplement et rapidement les risques d'un bien localisé soit par son adresse soit par le numéro de sa parcelle.

#### Risques naturels

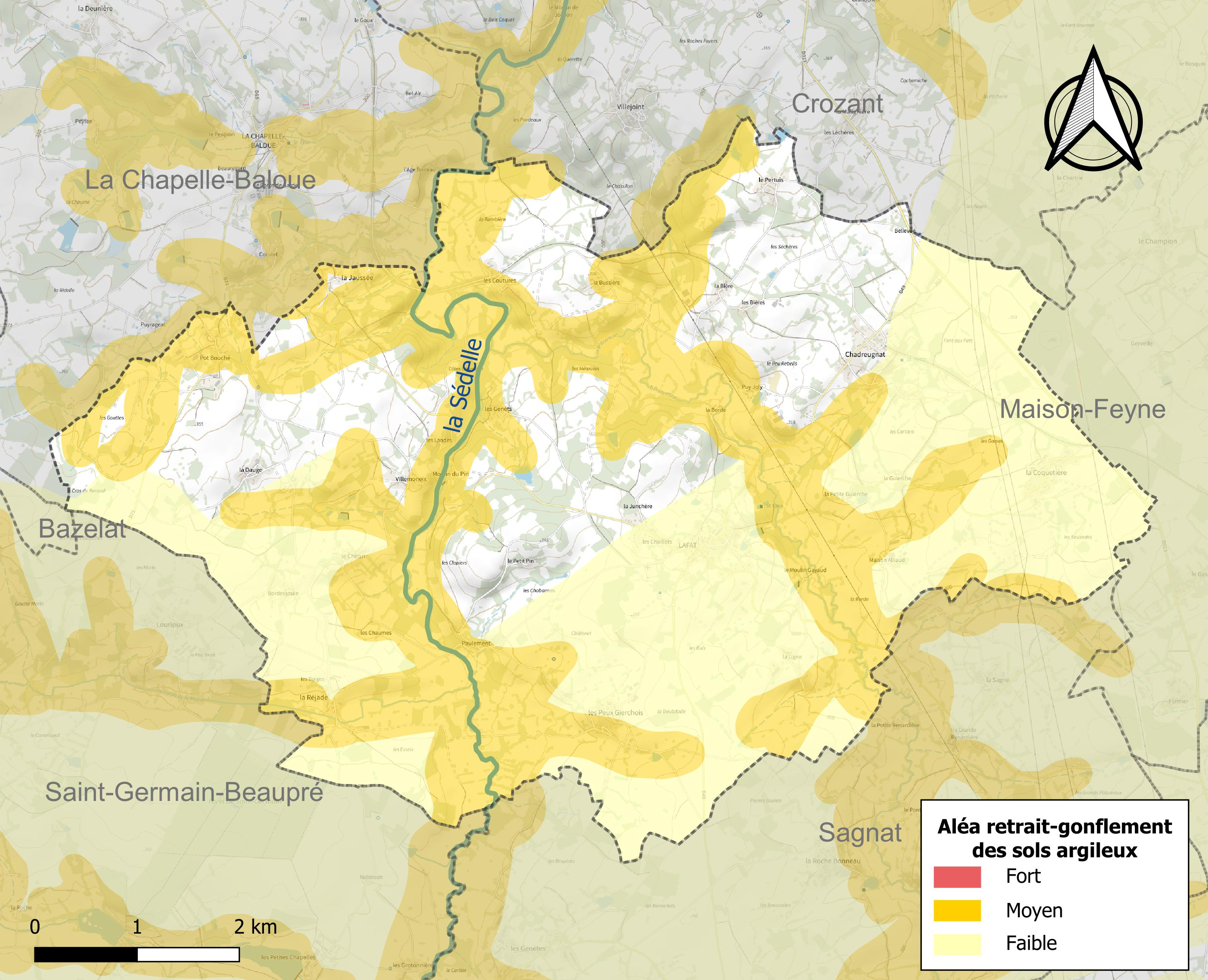
Carte des zones d'aléa retrait-gonflement des sols argileux de Lafat.

Le retrait-gonflement des sols argileux est susceptible d'engendrer des dommages importants aux bâtiments en cas d’alternance de périodes de sécheresse et de pluie. 41,6 % de la superficie communale est en aléa moyen ou fort (33,6 % au niveau départemental et 48,5 % au niveau national). Sur les 334 bâtiments dénombrés sur la commune en 2019,  89 sont en aléa moyen ou fort, soit 27 %, à comparer aux 25 % au niveau départemental et 54 % au niveau national. Une cartographie de l'exposition du territoire national au retrait gonflement des sols argileux est disponible sur le site du BRGM,.
Par ailleurs, afin de mieux appréhender le risque d’affaissement de terrain, l'inventaire national des cavités souterraines permet de localiser celles situées sur la commune.
La commune a été reconnue en état de catastrophe naturelle au titre des dommages causés par les inondations et coulées de boue survenues en 1982 et 1999. Concernant les mouvements de terrains, la commune a été reconnue en état de catastrophe naturelle au titre des dommages causés par des mouvements de terrain en 1999.

#### Risque particulier
Dans plusieurs parties du territoire national, le radon, accumulé dans certains logements ou autres locaux, peut constituer une source significative d’exposition de la population aux rayonnements ionisants. Certaines communes du département sont concernées par le risque radon à un niveau plus ou moins élevé. Selon la classification de 2018, la commune de Lafat est classée en zone 3, à savoir zone à potentiel radon significatif.

## Politique et administration
| Période                                  | Période  | Identité               | Étiquette | Qualité                      |
| ---------------------------------------- | -------- | ---------------------- | --------- | ---------------------------- |
| Les données manquantes sont à compléter. |          |                        |           |                              |
| 2014                                     | 2020     | Serge Riollet          | SE        | Artisan                      |
| 2020                                     | en cours | Marie-Claude Glénisson |           | Directrice d'école retraitée |

## Population et société

### Démographie
L'évolution du nombre d'habitants est connue à travers les recensements de la population effectués dans la commune depuis 1793. Pour les communes de moins de 10 000 habitants, une enquête de recensement portant sur toute la population est réalisée tous les cinq ans, les populations de référence des années intermédiaires étant quant à elles estimées par interpolation ou extrapolation. Pour la commune, le premier recensement exhaustif entrant dans le cadre du nouveau dispositif a été réalisé en 2004.

En 2022, la commune comptait 319 habitants, en évolution de −11,63 % par rapport à 2016 (Creuse : −3,32 %, France hors Mayotte : +2,11 %).
| 1793 | 1800 | 1806 | 1821 | 1831  | 1836  | 1841  | 1846  | 1851  |
| ---- | ---- | ---- | ---- | ----- | ----- | ----- | ----- | ----- |
| 872  | 946  | 922  | 961  | 1 020 | 1 116 | 1 028 | 1 103 | 1 101 |

| 1856  | 1861  | 1866  | 1872  | 1876  | 1881  | 1886  | 1891  | 1896  |
| ----- | ----- | ----- | ----- | ----- | ----- | ----- | ----- | ----- |
| 1 049 | 1 090 | 1 110 | 1 020 | 1 056 | 1 016 | 1 014 | 1 027 | 1 021 |

| 1901  | 1906  | 1911  | 1921 | 1926 | 1931 | 1936 | 1946 | 1954 |
| ----- | ----- | ----- | ---- | ---- | ---- | ---- | ---- | ---- |
| 1 017 | 1 087 | 1 052 | 890  | 869  | 858  | 850  | 840  | 773  |

| 1962 | 1968 | 1975 | 1982 | 1990 | 1999 | 2004 | 2006 | 2009 |
| ---- | ---- | ---- | ---- | ---- | ---- | ---- | ---- | ---- |
| 703  | 643  | 601  | 546  | 458  | 384  | 381  | 374  | 384  |

| 2014 | 2019 | 2022 | - | - | - | - | - | - |
| ---- | ---- | ---- | - | - | - | - | - | - |
| 361  | 323  | 319  | - | - | - | - | - | - |

## Économie
- Exploitations agricoles.

## Culture locale et patrimoine

### Lieux et monuments
- L'église paroissiale Saint-Sulpice-de-Bourges, XIXe siècle[23],[24].
- La commune comprend 2 lieux remarquables.

Une tombe néolithique, découverte au moment de la réalisation de la ligne de chemin de fer de Saint Sébastien à Guéret. Elle est située près de la maisonnette "des Gouttes", aucune fouille n'y a été réalisée...
Un peu plus loin, dans le village de la "Petite Guierche" s'élève la motte castrale de l'ancienne demeure seigneuriale. Elle mesure une quinzaine de mètres de haut, la terre qui la constitue provient des douves qui l'entoure.
- Viaduc de Sédelle de l'ancienne ligne de Saint-Sébastien à Guéret sur lequel passe la voie verte L'échappée verte.

### Personnalités liées à la commune
Deux personnes issues de la même famille ont laissé leurs traces dans le village.
Le Docteur Charles-Eugène Quinquaud, fils de Joseph Quinquaud et de Marie Eléonore Boyron est né à Lafat le 26 décembre 1841. Il est décédé le 9 janvier 1894 à 52 ans. Il épouse le 24 janvier 1884 à Paris, Thérèse Caillaux (1859-1928), sculpteur, élève de Rodin avec qui il aura 4 enfants dont Anna citée ci-après. Charles a été interne  des hôpitaux de Paris en 1868, lauréat de la Faculté en 1872, médecin du bureau central en 1878, agrégé de la faculté en 1885, plusieurs fois lauréat de l'Académie des Sciences et de l'Académie de Médecine.
La sculptrice Anna Quinquaud s'illustre dans le domaine de la sculpture, l'église Saint-Sulpice de Lafat conservant d'elle une Sainte Geneviève (1942). Elle est née le 5 mars 1890 et décédée an 1984 à l'âge de 93 ans. Prix de Rome en 1924. En 1925, elle parcourt Mauritanie, Sénégal, Soudan, Mali, en pirogue sur le Niger, femme blanche et blonde, accompagnée seulement de "boys" soudanais. Elle revient en France en 1926, retourne à nouveau en Afrique en 1930, en 1932, elle visite l'Éthiopie et réalise le buste du Négus Hailé Sélassié. On lui doit de nombreuses sculptures, bas reliefs, des bustes d'enfants, des médailles commémoratives...Elle fut décorée de la légion d'honneur.

### Héraldique
| Blason de Lafat | Blason  | D'azur à deux cotices ondées et abaissées d'argent, accompagnées en chef d'une volute de crosse d'or ; au franc-quartier d'or chargé d'un hêtre au naturel.                                                                          |
| Blason de Lafat | Détails | Les cotices symbolisent la Brézentine et la Sedelle qui arrosent la commune, la volute de crosse est l'attribut de saint Sulpice et le hêtre évoque le nom de la commune. Création Jean-François Binon, adoptée le 24 novembre 2015. |